# Katharina Iwanowna

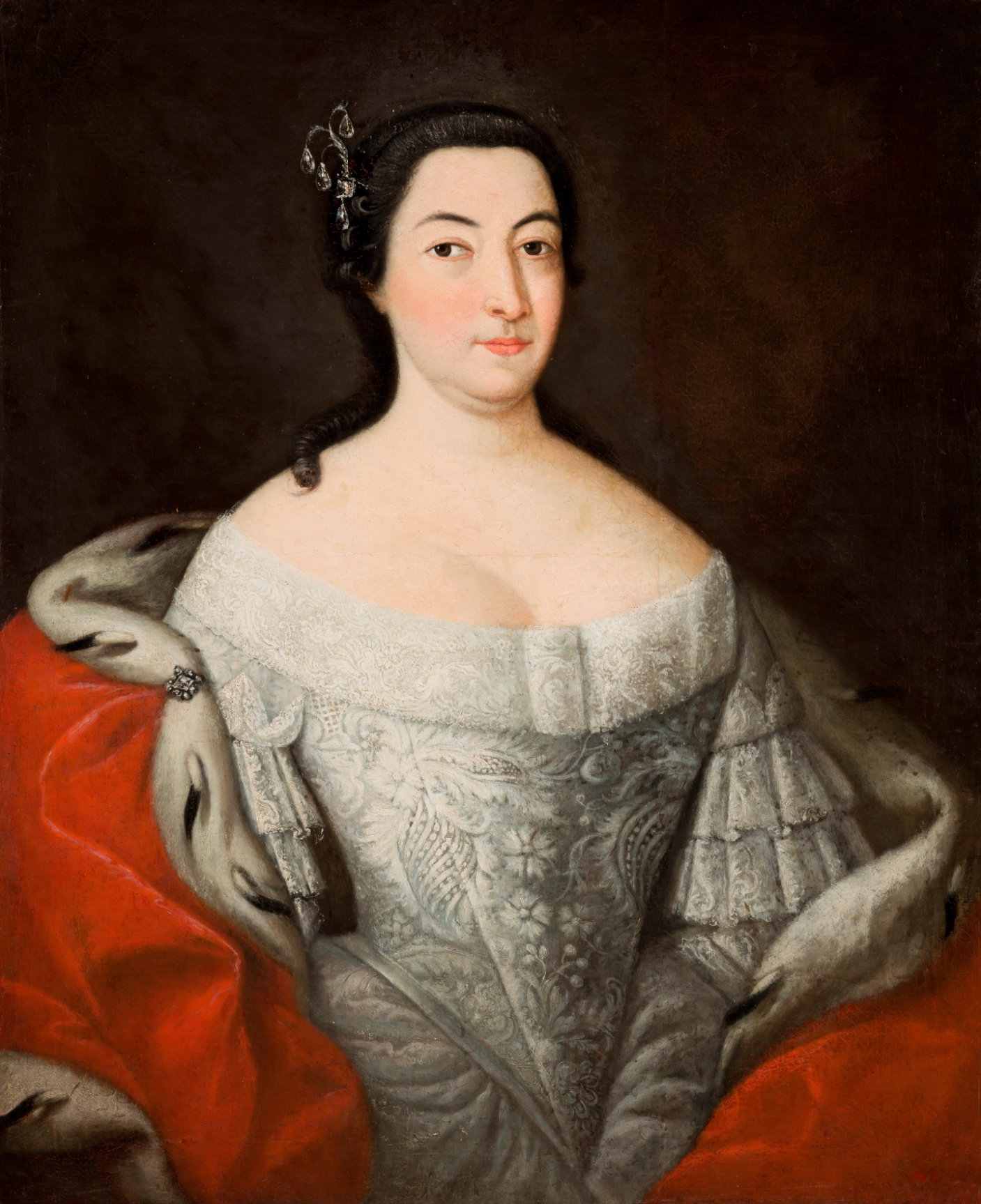
Katharina Iwanowna, Großfürstin von Russland

Großfürstin Katharina Iwanowna von Russland (russisch Екатерина Ивановна; * 20. Oktoberjul. / 30. Oktober 1691greg. in Moskau; † 14. Juni 1733) war eine Tochter des Zaren Iwan V. und Praskowja Fjodorowna Saltykowa, älteste Schwester von Kaiserin Anna von Russland und Nichte von Peter I., dem Großen. Nach ihrer Heirat war sie Herzogin zu Mecklenburg-Schwerin.

## Leben

### Russische Großfürstin
Katharina war die drittgeborene Tochter vom Zar Iwan V. und seiner Gemahlin Kaiserin Praskowja Fjodorowna Saltykowa.
Durch den Tod ihrer älteren Schwestern, Maria Iwanowna (* 24. März 1689; † 14. Februar 1692) und Feodossija Iwanowna (* 4. Juni 1690; † 12. Mai 1691) wurde sie zur ältesten Tochter des Zarenpaares. Sie soll die Lieblingstochter ihrer Mutter gewesen sein.

### Herzogin zu Mecklenburg-Schwerin
Am 20. April 1716 heiratete sie Herzog Karl Leopold, der bereits zweimal geschieden war, in Danzig. Die Ehe war unglücklich, der streitsüchtige Herzog ging häufig grob, zeitweise sogar brutal mit seiner Gemahlin um. 1722 verließ Katharina Iwanowna mit ihrer Tochter ihren Ehemann und kehrte für immer nach Russland zurück. Die 1718 geborene einzige Tochter Anna Leopoldowna wurde 1740 Regentin für ihren Sohn Zar Iwan VI., wurde jedoch bereits 1741 gestürzt.